# Magdalenerinnenkloster Lauban

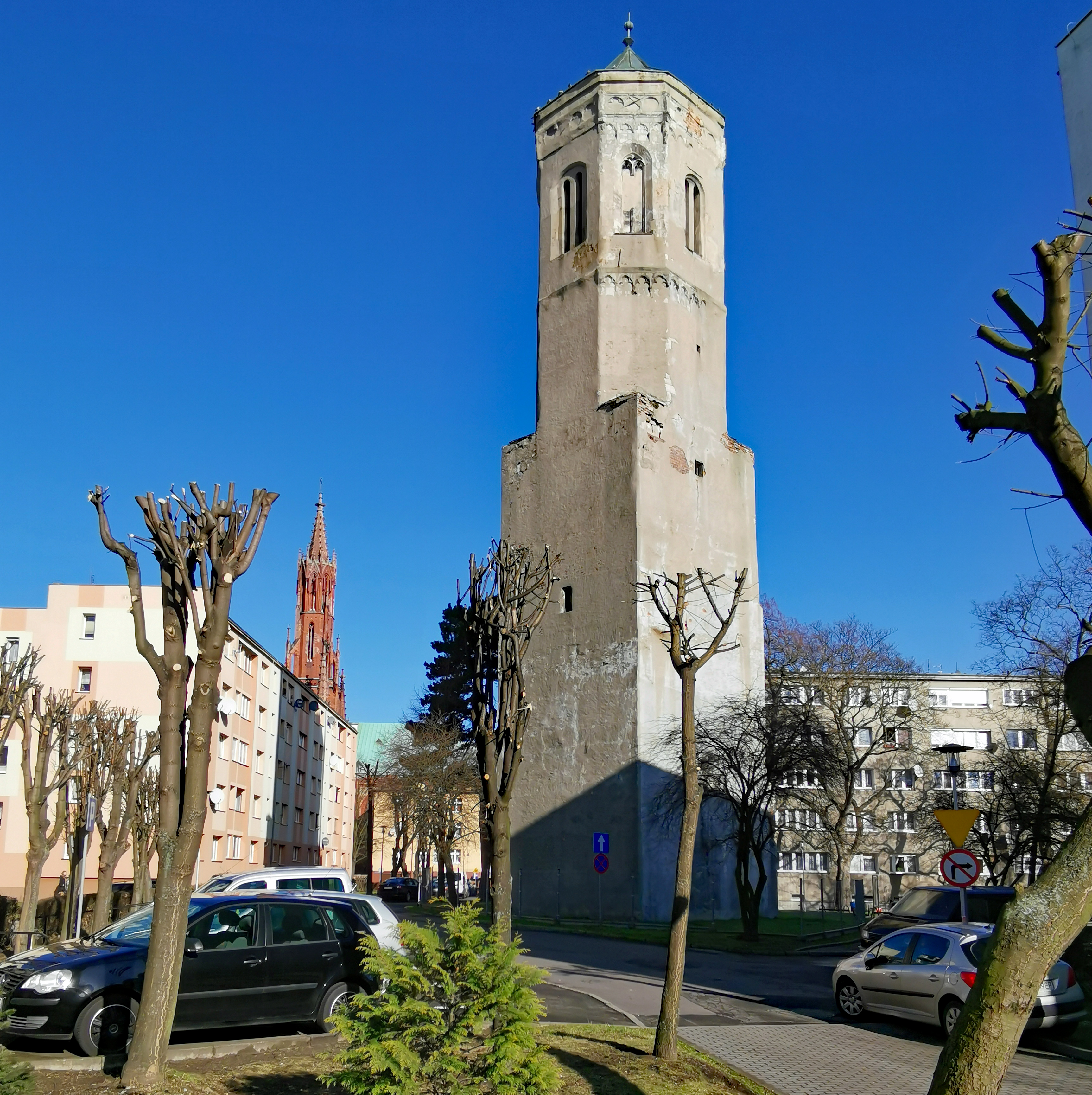
Dreifaltigkeitsturm (Rest der ehemaligen Pfarr- und Klosterkirche) mit dem Neubau von 1879 im Hintergrund links, dazwischen und rechts das ehemalige Klostergelände

Das Magdalenerinnenkloster Lauban (auch Klosterstift zur Hl. Maria Magdalena von der Buße) war ein Kloster der Magdalenerinnen innerhalb der Stadtmauer der Oberlausitzer Sechsstadt Lauban (heute Lubań in der polnischen Woiwodschaft Niederschlesien). Es wurde 1945 im Kampf um Lauban ausgebombt und nach dem Krieg fast vollständig abgetragen.

## Geschichte
Der Klostergründer Heinrich von Jauer bestimmte in seiner Stiftungsurkunde vom 8. Januar 1320, dass das neue Kloster in Lauban erst erbaut werden solle, wenn die Stelle des Pfarrers Christian der Laubaner Pfarrkirche erledigt ist. Das Kloster sollte mit Magdalenerinnen aus dem schon bestehenden Magdalenerinnenkloster Naumburg am Queis besetzt werden. Der Klosterneubau erfolgte auf einem Gelände zwischen Kirchhofsmauer und Stadtmauer nördlich der damals schon über 100 Jahre alten Dreifaltigkeits-Pfarrkirche. Während der Hussitenkriege brannten 1427 Stadt und Kloster nieder. Weitere Brände 1488 und 1499 sowie der große Stadtbrand von 1554 brachten teilweise sehr hohe Schäden.
Nach der Reformation blieben von den zahlreichen Klöstern des Ordens nur noch vier übrig: das in Lauban in der Oberlausitz, nicht zuletzt durch die kluge Kirchenpolitik Johann Leisentrits, sowie zwei in Schlesien (Naumburg am Queis und Sprottau am Bober) und eins in Hildesheim. Seit 1527 durfte die Dreifaltigkeitskirche als Simultankirche genutzt werden. Im Jahre 1616 entschloss sich die Priorin Christina Meurer für den Bau einer kleinen öffentlichen St.-Anna-Kapelle, die auch von Einwohnern katholischen Glaubens besucht werden konnte. Das Kloster in Lauban erlitt 1659 und 1670 weitere Feuer, denen umfangreiche Bauarbeiten mit durchgreifenden Bauarbeiten insbesondere zwischen 1700 und 1712 folgten. 1710 erfolgte auch der Neubau der St.-Anna-Kirche. Nach dem letzten großen Stadtbrand 1760 wurden zunehmend steinerne Gewölbe eingebaut und um 1800 feuersichere Ziegelbedachung angebracht. Die ehemalige Dreifaltigkeits-Pfarrkirche wurde 1760 fast vollkommen zerstört, blieb lange Zeit als Ruine erhalten und wurde nicht wieder aufgebaut. Beim endgültigen Abriss bis 1879 blieb lediglich der Kirchturm erhalten, der bis 1945 als Glockenturm fungierte und noch heute erhalten ist.

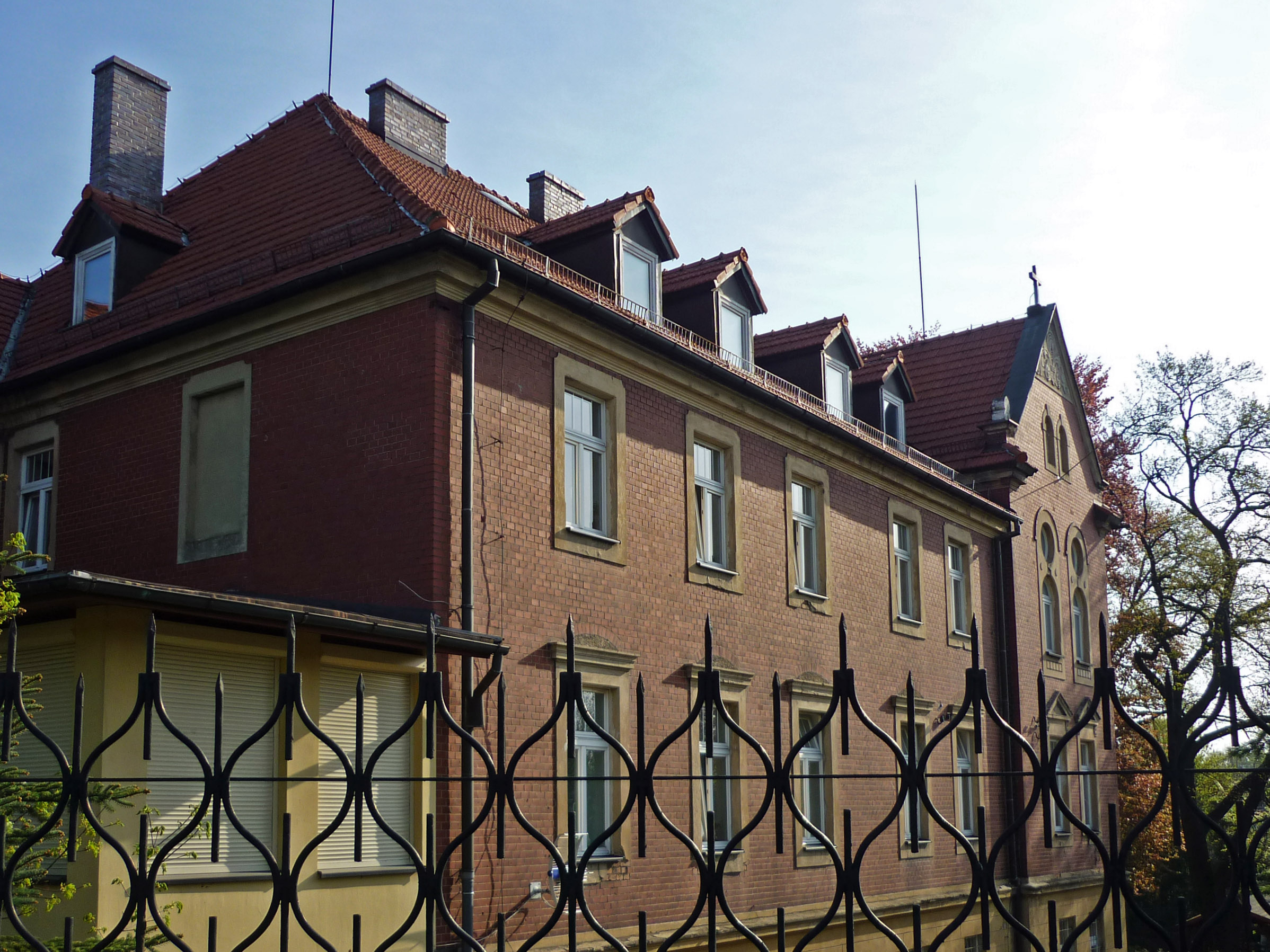
Das heutige Mutterhaus des polnischen Zweiges der Magdalenerinnen im ehemaligen St. Antoniusstift in Lauban

Nach den Beschlüssen des Wiener Kongresses wurde Lauban im Jahre 1815 preußisch und in den folgenden Jahren in die Provinz Schlesien eingegliedert. Der Priorin Maria Ignatia Kittel gelang es, eine Säkularisation des Klosters abzuwenden, wie sie seit 1810 in den durch die Schlesischen Kriege preußisch gewordenen Orten vielfach vollzogen wurde, zum Beispiel bei den Zisterzienserabteien Kloster Grüssau und Kloster Leubus. Das Kloster musste allerdings Aufgaben in der Krankenpflege und Mädchenbildung übernehmen. Bis zum Jahre 1821 unterstand das Kloster noch dem bischöflichen Administrator in Bautzen. Danach wurden durch die päpstlichen Bulle De salute animarum die Grenzen der Diözesen verändert. Ab sofort war der jeweilige Fürstbischof von Breslau für das Kloster in Lauban zuständig. Nachdem 1848 der aus Nebelschütz stammende und von Bautzen eingesetzte Laubaner Vizepropst Johannes Mahr gestorben war, konnte auch hier durch den Breslauer Fürstbischof ein Nachfolger eingesetzt werden: der Pfarrer von Jätschau (heute Jaczów in der Landgemeinde Jerzmanowa), Adalbert Anter. 1885 wurde von Lauban aus ein Tochterkonvent in Studenitz in der Untersteiermark gegründet (heute Studenice in der Gemeinde Poljčane in Slowenien). Von 1922 bis 1924 wirkte der Grüssauer Prior Nikolaus von Lutterotti als Spiritual für die Laubaner Magdalenerinnen. In dessen Andachtsbildchensammlung, die vermutlich nach 1954 an das Ethnographische Museum in Breslau gelangte, befand sich auch die Laubaner Klosterfrauenarbeit „Der gute Hirte“.
Auf Anregung des Klosters errichtete man unter dem Architekten Alexis Langer im nördlichen Klostergelände in der Zeit von 1857 bis 1861 einen Neubau der Dreifaltigkeitskirche. Im Zweiten Weltkrieg wurde die Stadt Lauban im Februar und März 1945 zu rund 60 Prozent zerstört. Dabei wurde auch das Kloster stark in Mitleidenschaft gezogen und in der Folgezeit fast vollständig abgetragen. Die Dreifaltigkeitskirche konnte wieder aufgebaut werden, wurde aber von der katholischen Kirche übernommen. Die aus Lauban vertriebenen Schwestern sammelten sich 1945 in Obernzell und setzten ab Juli 1945 ihr klösterliches Leben in Rotthalmünster fort. Von 1947 bis 1952 betreuten sie das als Hilfskrankenhaus eingerichtete Institut der Congregatio Jesu in Simbach am Inn. Die Schwestern aus Lauban gründeten 1951 ein neues Kloster auf einem von Graf Ludwig von Freyen-Seyboldsdorf erworbenen Gelände in Seyboldsdorf im niederbayerischen Landkreis Landshut. Das Kloster bestand bis 2004.
In Lubań wurde 1953 ein neues Kloster des polnischen Zweiges der Magdalenerinnen (Magdalenki; siostry św. Marii Magdaleny od Pokuty) im ehemaligen St. Antoniusstift der Kongregation der Schwestern von der hl. Elisabeth (der Grauen Schwestern) gegründet. Das Kloster existiert noch heute als Mutterkloster. Von hier aus wirken Magdalenerinnen in Breslau, Jelenia Góra, Legnica und Rewal, aber auch wieder in Deutschland (Bayreuth, Frankfurt am Main, Erfurt).

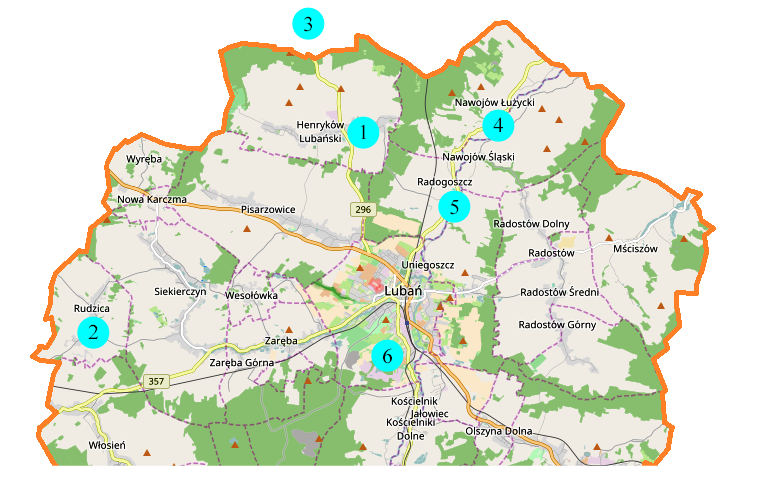
Lage der ehemaligen Klosterbesitzungen im nördlichen Teil des heutigen Landkreises Lubański (1-Katholisch Hennersdorf; 2-Pfaffendorf; 3-Günthersdorf; 4-Sächsisch Haugsdorf; 5-Wünschendorf; 6-Kerzdorf)

## Klosterdörfer, Güter und Vorwerke
Von Beginn an gehörten zum Kloster die drei Stiftsdörfer Hennersdorf (heute Henryków Lubański), Pfaffendorf (heute Rudzica, ein Ort der Gemeinde Siekierczyn) und Wünschendorf (heute Radogoszcz) sowie ein kleiner Teil des Dorfes Kerzdorf (heute Księginki und seit 1954 ein Stadtteil von Lubań). Bauern, Gärtner und Häusler der Orte waren zins- und robotpflichtig. Sie waren auch zum Leisten von Hand- und Spanndiensten verpflichtet. 1738 kaufte das Kloster das Dorf Günthersdorf (heute Godzieszów in der Gemeinde Nowogrodziec im Landkreis Bolesławiecki) und erwarb damit auch das Patronatsrecht über die dortige Kirche. 1756 wurde noch ein 300 Hektar großes Gut mit Schloss und gewerblichen Nebenbetrieben in Sächsisch Haugsdorf (heute Nawojów Łużycki) erworben. Das Gut war vorher Eigentum der Stadt Lauban.
Seit 1905 führte das Kloster zusammen mit einem Ingenieur ein Basaltwerk. Durch dessen nötige Renovierung um 1930 und durch den Kauf von Mikettas Gut Eichenhof in Niederschreibersdorf (heute Pisarzowice Dolne) wurden Anleihen in Niederländischen Gulden aufgenommen. Aufgrund zu hoher Kosten wurde der Eichenhof bald wieder aufgegeben. Ein 1933 erfolgter Rückkauf der Anleihen durch den damaligen Stiftspropst Karl Heisig führte zu einer Anklage wegen angeblicher Devisenvergehen. Heisig wurde 1935 zu einer hohen Geld- und Zuchthausstrafe verurteilt, die jedoch noch im gleichen Jahr erheblich abgemildert wurde. Justitiar des Klosterstifts war ab 1. Oktober 1936 Franz Zdralek.

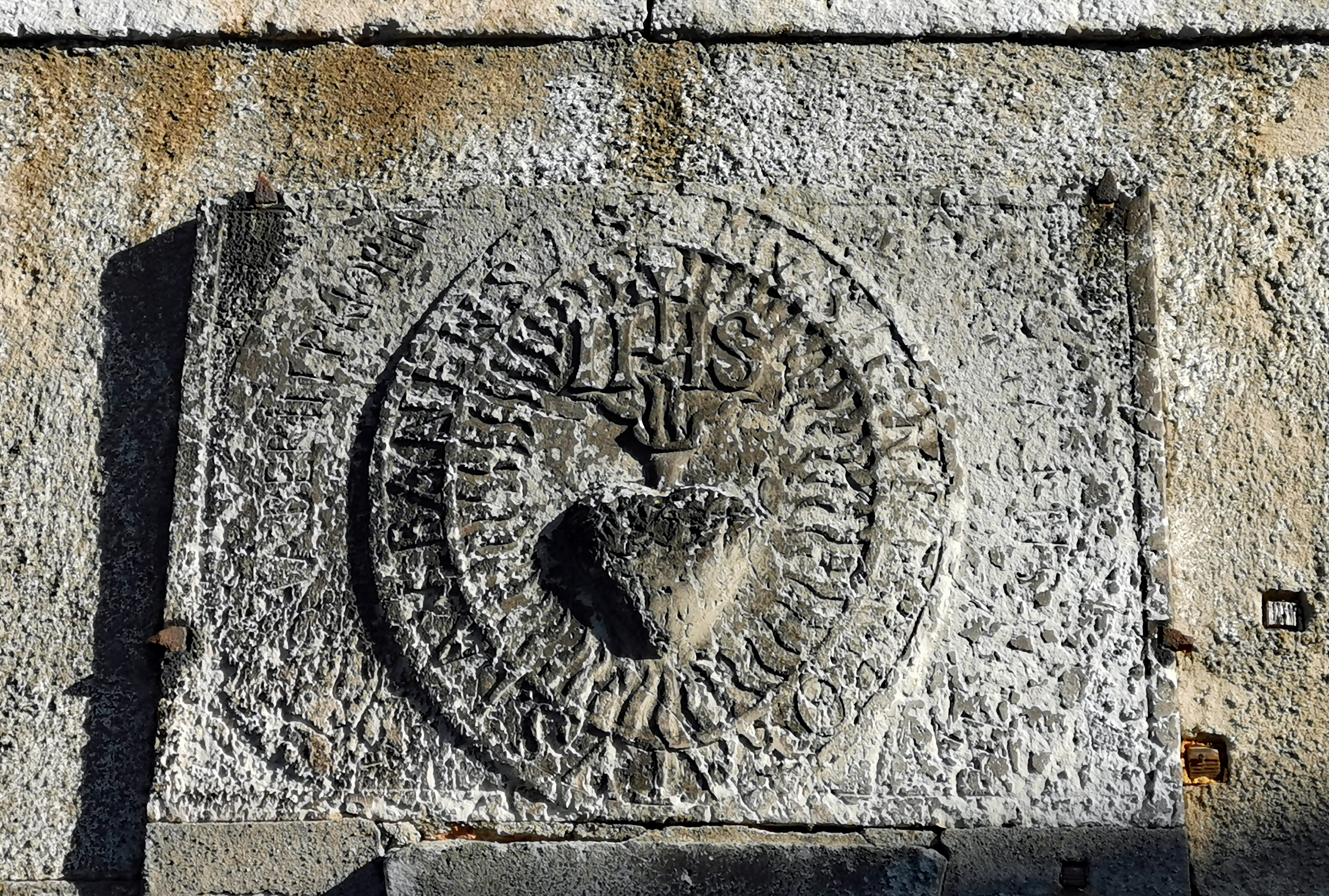
Prioratssiegel aus der Zeit der Priorin Nierlich über der Tür zum Turm der Kirche in Katholisch Hennersdorf

## Priorinnen des Klosters bis 1828
In Klammern Jahr der Beurkundung (U) oder Amtszeit
| - Elisabeth von Salza (U 1326) - N. N. Meltzer (U 1337) - Agnes Loppel (U 1387) - Elisabeth Ulmann aus der Münze (U 1409/1410) - Catharina Borsina (U 1426) - Agnes Riemer (U 1429) - Dorothea (U 1442) - Agnes Schätz (1473–1504) - Christina Siebenweck (1504–1532) - Martha Küchler (1532–1539) - Regina Zeidler (1542–1552) - Ursula Schwebin (1552–1554) - Catharina Appeler (11 Wochen 1554) - Magdalena Appeler (1554–1558) | - Barbara Schmied (1559–1565) - Ursula Nas (1565–1595) - Dorothea Scheidenreich (1595–1614) - Christiana Meurer (1614–1625) - Helena Kathmann von Maurugk (1626–1646) - Anna von Canitz (1646–1665) - Ursula Prexedis Aßmann (1665–1706) - Dorothea von Stechau (1706–1711) - Helena von Weickardt (1711–1737) - Maria Elisabeth Faulhaber (1737–1753) - Maria Anna Bernarda Nierlich (1753–1771) - Maria Johanna Wöls (1771–1782) - Maria Anna Nicolaa Riedel (1782–1810) * 1737 - Maria Ignatia Kittel (1810–1828) |